# Apprendimento cooperativo in aula
L'apprendimento cooperativo in aula è un approfondimento dell'apprendimento cooperativo. Identifica un metodo di studio, previsto nel progetto educativo, dove l'allievo è la risorsa fondamentale per l'apprendimento. L'insegnante deve assumere il ruolo di facilitatore, senza coordinare direttamente la sequenza delle attività da svolgere all'interno del gruppo. 

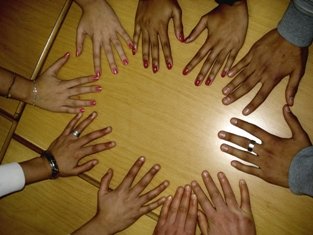

## Origini
Agli inizi del Novecento, alcuni precursori concettuali della logica dell'apprendimento cooperativo si sviluppano attraverso il pensiero di alcuni pedagogisti, filosofi e psicologi (soprattutto statunitensi): John Dewey, Kurt Lewin, Jean Piaget, Lev Vygotsky.
In particolare, a metà degli anni '70 i fratelli David e Roger Johnson ricostruiscono la storia del Cooperative Learning con una rassegna delle ricerche più importanti su cooperazione e competizione. Essi distinguono i progenitori del cooperative learning in due aree concettuali, a seconda della loro provenienza epistemica: l'area pedagogico-didattica, che avrà come protagonisti John Dewey e Freinet, e l'area della psicologia sociale e dell'apprendimento in gruppo, rappresentata dalla scuola tedesca (con Lewin, Deutsch e Lippit).

## Strumenti utilizzabili
- Classici supporti cartacei (libri, enciclopedie, saggi, dispense, mappe, schemi, riviste, quotidiani, etc.)
- Internet
- Intervista ad una persona "esperta" in materia
- Esposizione di un testimone privilegiato
- Diario di bordo dopo una esperienza di tirocinio aziendale

## Criteri nella suddivisione dei gruppi
- Gruppi omogenei:  formati da elementi che si ritengono di pari livello di apprendimento e capacità
  - Vantaggi: 
    - poca conflittualità all'interno del gruppo dei "migliori"
    - alta possibilità nell'immediato di ottenere buoni risultati dai gruppi più dotati

  - Svantaggi:
    - bassa possibilità di ottenere dei buoni risultati dai gruppi meno dotati
    - demotivazione degli elementi che hanno scarse attitudini allo studio
    - competizione che inevitabilmente porta ad innalzare la conflittualità tra i gruppi dei "migliori" e dei "peggiori"
- Gruppi eterogenei, detti anche gruppi misti: sono composti da elementi con differenti livelli di apprendimento
  - Vantaggi: 
    - alto livello di interazione (l'ideale sono gruppi piccoli, max 4 persone)
    - miglioramento delle performance sociali e cognitive per gli elementi meno dotati o demotivati, costretti a "subire" lo spirito di squadra che coinvolge il gruppo
    - possibilità di creare gruppi linguisticamente diversi

  - Svantaggi: 
    - impiego di maggior tempo da parte dell'insegnante per "facilitare" la comunicazione
    - dipendenza dall'elemento che si pone come leader, in mancanza del quale il lavoro si blocca

## Tipi di gruppo di apprendimento cooperativo
Nell'apprendimento cooperativo in aula si possono distinguere principalmente tre tipologie di gruppi:
- gruppi formali: durano dal tempo di una lezione fino ad alcune settimane; vengono usati per insegnare abilità e contenuti molto diversi (coinvolgimento attivo degli studenti)
- gruppi informali (ad hoc): durano da pochi minuti al tempo di una lezione; vengono usati negli insegnamenti diretti per focalizzare e creare un clima favorevole all'apprendimento
- gruppi di base (più eterogenei): con durata di almeno un anno. I membri si scambiano sostegno, aiuto, incoraggiamento ed assistenza utili per apprendere.

## Vantaggi rispetto ai metodi tradizionali di lavoro di gruppo
1. il ruolo attivo del soggetto, che acquisisce e contribuisce alla creazione della conoscenza
2. l'immediatezza, la vastità, l'aggiornamento del sapere in tempo reale
3. il sistema "accattivante" di partecipazione che stimola la motivazione, la curiosità, il ricorso continuo a controllare gli aggiornamenti
4. il diletto nel procedere quindi l'apprendimento con piacere che credo sia il massimo risultato al quale un formatore mira
5. quando si lavora nel Web 2, la correzione effettuata dalla comunità evita il senso di frustrazione e di punizione tipico dell'apprendimento formale
6. l'uso di un sistema di comunicazione compreso e usato dai digital native, quali sono gli attuali studenti.